# Agrupació Valencianista Republicana
Pour les articles homonymes, voir AVR.
L'Agrupació Valencianista Republicana (en valencien « Regroupement valencianiste républicain » ; sigle AVR) est un parti politique valencianiste et républicain fondé en 1930 au cours de la Dictature de Dámaso Berenguer, entre la fin de dictature de Primo de Rivera et la fondation de la Seconde République espagnole.

## Présentation
L'AVD fut fondée le 24 avril 1930.
Elle se démarquait idéologiquement d'Unió Valencianista, proche des idées de la Lliga Regionalista catalane de Francesc Cambó par une posture résolument républicaine et fédéraliste. Selon l'historien Alfons Cucó, spécialiste du valencianisme, « elle était le résultat de la radicalisation des secteurs petits bourgeois valencianistes et [était] comparable à l'Esquerra catalane »,. Il définit également le groupe comme « bourgeois de gauche ».
Elle revendiquait ainsi : « Notre travail sera de solidarité avec les républicains de toutes les nuances pour [...] exiger des responsabilités (es) et implanter la République, et de collaboration avec tous les éléments qui défendent également l'idéal de faire resurgir la personnalité valencienne ».
Elle défendait la structuration de l'Espagne en État fédéral, qui assumerait les institutions de Justice, l'Armée, la diplomatie étrangère, la perception des impôts indirects, la monnaie, les douanes et une partie de la gestion des services de santé. Au niveau régional, elle revendiquait la constitution du Pays valencien en État fédéré formé de municipalités autonomes munies de larges compétences, avec une disparition de la division provinciale qui seraient remplacée par des comarques, la formation d'un parlement unicaméral dont les membres seraient élus par les comarques selon un système proportionnel, la co-officialité du valencien et du castillan. Parmi les attributions de cet État valencien figurerait notamment la gestion exclusive de l'enseignement, l'autonomie des universités, la mise en plan d'un concert fiscal avec l'État fédéral, la gestion d'un corps de police, les travaux publics et une partie des services sociaux et de santé.
Elle revendiquait également une répartition plus égalitaire des terres agricoles, suivant le principe que celles-ci doivent appartenir à ceux qui les cultivent. Selon Cucó toutefois, l'AVR « présentait des conceptions sociales peu élaborées ».
Parmi ses membres fondateurs on peut citer Francesc Bosch i Morata (secrétaire du comité politique du parti, également président du Centre d’Actuació Valencianista), Adolf Pizcueta, Francesc Soto i Mas, Maximilià Thous i Llorens, Emili Gómez Nadal et Artur Perucho,.
Son organe d'expression était la revue Avant (es),. Au cours de la Seconde République espagnole, il réclama l'obtention d'un statut d'autonomie pour le Pays valencien.
Aux élections municipales d'avril 1931, le parti obtient deux conseillers à Valence, Soto i Mas et Enric Duran i Tortajada. En 1932, il convoqua sans succès une conjonction de partis en défense du statut d'autonomie. Aux élections générales espagnoles de 1933, il se présente dans la coalition Front d'Esquerres, mais son candidat, Enric Bastit, n'est pas élu. En 1934, il se rapproche idéologiquement du socialisme et collabore avec des organisations ouvrières. Son union avec le Centre d'Actuació Valencianista débouche en 1935 sur la fondation du Partit Valencianista d'Esquerra,.